# Leonessa
Leonessa es una localidad italiana de la provincia de Rieti, región de Lacio, con 2.661 habitantes.

## Evolución demográfica
| Gráfica de evolución demográfica de Leonessa entre 1861 y 2001 |
|                                                                |
| Fuente ISTAT - Elaboración gráfica por parte de Wikipedia      |